# 알래스카 항공의 운항 노선
2018년 11월 기준, 알래스카 항공은 다음의 노선을 운항 중이다.

## 운항 노선

### 아메리카

#### 북아메리카
- 미국
  - 워싱턴 D.C
    - 워싱턴 덜레스 국제공항
    - 로널드 레이건 워싱턴 내셔널 공항

  - 내브래스카 주
    - 오마하 - 애플리 비행장

  - 네바다주
    - 라스베가스 - 매캐런 국제공항
    - 리노 - 리노-타호 국제공항

  - 노스캐롤라이나주
    - 롤리 - 롤리 덩햄 국제공항

  - 뉴멕시코주
    - 앨버커키 - 앨버커키 국제공항

  - 뉴욕주
    - 뉴욕 - 존 F. 케네디 국제공항

  - 뉴저지주
    - 뉴어크 - 뉴어크 리버티 국제공항

  - 루이지애나주
    - 뉴올리언즈 - 루이 암스트롱 뉴올리언즈 국제공항

  - 메릴랜드주
    - 볼티모어 - 볼티모어 워싱턴 국제공항

  - 메사추세츠 주
    - 보스턴 - 보스턴 로건 국제공항

  - 몬태나주
    - 보즈먼 - 보즈먼 옐로스톤 국제공항

  - 미네소타주
    - 미니애폴리스 - 미니애폴리스 세인트폴 국제공항

  - 미시건 주
    - 디트로이트 - 디트로이트 메트로폴리탄 공항

  - 미주리주
    - 세인트루이스 - 세인트루이스 램버트 국제공항
    - 캔자스시티 - 캔자스시티 국제공항

  - 사우스 캐롤라이나 주
    - 찰스턴 - 찰스턴 국제공항

  - 알래스카주
    - 구스타부스 - 구스타부스 공항
    - 놈 - 놈 공항
    - 데드호스 - 데드호스 공항
    - 딩험 - 딩험 공항 계절편
    - 랭걸 - 랭걸 공항
    - 배로 - 윌 포스트-윌 로저스 공항
    - 베델 - 베델 공항
    - 싯카 - 싯카 로키 구티에레즈 공항
    - 아닥 - 아닥 공항
    - 야쿠타트 - 야쿠타트 공항
    - 앵커리지 - 테드 스티븐스 앵커리지 국제공항 허브
    - 주노 - 주노 국제공항
    - 케치칸 - 케치칸 국제공항
    - 코디악 - 코디악 공항
    - 코르도바 - 머를 K 스미스 공항
    - 코체부 - 랄프 빈 공항
    - 킹살몬 - 킹살몬 공항
    - 페어뱅크스 - 페어뱅크스 국제공항
    - 피터즈버그 - 피터즈버그 제임스 A. 존슨 공항

  - 아이다호주
    - 보이시 - 보이시 공항

  - 애리조나주
    - 투산 - 투산 국제공항
    - 피닉스 - 피닉스 스카이하버 국제공항

  - 오리건주
    - 포틀랜드 - 포틀랜드 국제공항 허브

  - 오클라호마주
    - 오클라호마 시티 - 윌 로저스 공항

  - 오하이오주
    - 콜럼버스 - 존 글렌 콜럼버스 국제공항

  - 워싱턴주
    - 벨링햄 - 벨링햄 국제공항 계절편
    - 스포캔 - 스포캔 국제공항
    - 시애틀 - 시애틀 타코마 국제공항 허브
    - 에버렛 - 페인 필드

  - 위스콘신주
    - 밀워키 - 제너럴 미첼 국제공항

  - 유타주
    - 솔트레이크 시티 - 솔트레이크 시티 국제공항

  - 인디애나주
    - 인디애나폴리스 - 인디애나폴리스 국제공항

  - 일리노이주
    - 시카고 - 시카고 오헤어 국제공항

  - 조지아주
    - 애틀랜타 - 하츠필드 잭슨 애틀랜타 국제공항

  - 캔자스주
    - 위치타 - 위치타 아이젠하워 공항

  - 캘리포니아주
    - 로스앤젤레스 - 로스앤젤레스 국제공항 허브
    - 버뱅크 - 할리우드 버뱅크 공항
    - 산타바바라 - 산타바바라 공항
    - 산호세 - 산호세 국제공항 포커스 시티
    - 새크라멘토 - 새크라멘토 국제공항
    - 샌디에이고 - 샌디에이고 국제공항 포커스 시티
    - 샌루이스오비스포 - 샌루이스오비스포 카운티 공항
    - 샌프란시스코 - 샌프란시스코 국제공항 허브
    - 오렌지 카운티 - 존 웨인 공항
    - 오클랜드 - 오클랜드 국제공항
    - 온타리오 - 온타리오 국제공항
    - 팜스프링스 - 팜스프링스 국제공항

  - 콜로라도주
    - 덴버 - 덴버 국제공항

  - 테네시주
    - 내슈빌 - 내슈빌 국제공항

  - 텍사스주
    - 댈러스 - 댈러스 포트워스 국제공항
    - 댈러스 - 댈러스 러브필드 공항 포커스 시티
    - 샌안토니오 - 샌안토니오 국제공항
    - 오스틴 - 오스틴 버그스트롬 국제공항
    - 엘파소 - 엘파소 국제공항
    - 휴스턴 - 조지 부시 인터콘티넨탈 공항

  - 펜실베이니아주
    - 피츠버그 - 피츠버그 국제공항
    - 필라델피아 - 필라델피아 국제공항

  - 플로리다주
    - 올랜도 - 올랜도 국제공항
    - 탬파 - 탬파 국제공항
    - 포트로더레일 - 포트로더레일 할리우드 국제공항

  - 하와이주
    - 리후에 - 리후에 공항
    - 카홀루이 - 카홀루이 공항
    - 코나 - 코나 국제공항
    - 호놀룰루 - 대니얼 K. 이노우에 국제공항
- 캐나다
  - 밴쿠버 - 밴쿠버 국제공항
  - 캘거리 - 캘거리 국제공항
- 멕시코
  - 과달라하라 - 미겔 이달고 이 코스티야 국제공항
  - 로레토 - 로레토 국제공항
  - 마사틀란 - 헤네랄 라파엘 부엘나 국제공항
  - 만사니요 - 플라야 데 오로 국제공항
  - 산호세 델 카보 - 로스 카보스 국제공항
  - 익스타파 - 익스타파 지와타네호 국제공항
  - 캉쿤 - 캉쿤 국제공항 계절편
  - 푸에르토 바야르타 - 구스타보 디아즈 오르다즈 국제공항

#### 남아메리카
- 코스타리카
  - 라이베리아 - 다니엘 오두베르 키로스 국제공항
  - 산호세 - 후안 산타마리아 국제공항

## 단항 노선

### 유럽

#### 동유럽
- 러시아
  - 마가단 - 소콜 공항
  - 블라디보스토크 - 블라디보스토크 국제공항
  - 유즈노사할린스크 - 유즈노사할린스크 공항
  - 페트로파블롭스크캄차츠키 - 페트로파블롭스크캄차츠키 공항
  - 하바롭스크 - 하바롭스크 공항

### 아메리카

#### 북아메리카
- 미국
  - 뉴욕주
    - 뉴욕 - 라과디아 공항

  - 알래스카주
    - 더치하버 - 언알라스카 공항

  - 오리건주
    - 레드몬드 - 로버츠 비행장

  - 캘리포니아주
    - 롱비치 - 롱비치 공항

  - 콜로라도주
    - 콜로라도 스프링스 - 콜로라도 스프링스 공항

  - 플로리다주
    - 마이애미 - 마이애미 국제공항
- 캐나다
  - 토론토 - 토론토 피어슨 국제공항

#### 남아메리카
- 멕시코
  - 멕시코시티 - 멕시코시티 국제공항
  - 라파즈 - 마뉴엘 마르케즈 국제공항
  - 아카풀코 - 헤네랄 후안 N. 알바레스 국제공항

#### 카리브해
- 쿠바
  - 하바나 - 호세 마르티 국제공항